# Jean-François Le Nepvou de Carfort
Pour les articles homonymes, voir Patrice Le Nepvou de Carfort.
Jean-François le Nepvou de Carfort né le 4 février 1774 à Saint-Brieuc, mort à Trébry le 21 janvier 1847, est un chef chouan.

## Biographie
Jean-François Le Nepvou de Carfort est le fils de Godefroy le Nepvou, chevalier de Carfort, seigneur de La Grivelais, et de Catherine Emmanuelle de Gouyon.
Dès 1790, les habitants de Plémy le mirent à leur tête. D'abord lieutenant de Boishardy, Carfort fut reconnu colonel de la division de Saint-Brieuc en février 1795, puis fut nommé major général des armées royales de Bretagne, division des Côtes-du-Nord, en 1799. Du mois d'octobre 1805 au mois d'avril 1814, Il fut emprisonné au château d'If. Libéré à la Restauration il fut décoré de l'ordre de Saint-Louis.
En mai 1832, lors de l'insurrection légitimiste de 1832, une révolte chouanne, soutenant les légitimistes, considérant Henri V comme roi légitime, contre la Monarchie de Juillet (le roi Louis-Philippe étant considéré comme un usurpateur), nécessita la présence de détachements de troupes du 46e régiment d'infanterie et de la Garde nationale à Châteaubourg, Saint-Jean-sur-Vilaine, Saint-Aubin-des-Landes, Pocé-les-Bois, etc. ; le 30 mai 1832, un combat oppose les chouans commandés par Alexandre Courson de la Villevalio et Jean-François Le Nepvou de Carfort d'une part, et les forces de l'ordre commandées par le général de Castres sur la lande de Touchenaux, près de la ferme de la Gaudinière en Vergéal,.